# Laura Pulkkinen
Laura Pulkkinen (1989) è una giocatrice di football americano finlandese, che gioca come kicker per le Turku Trojans..

## Palmarès
- 2 Naisten Vaahteraliiga (Turku Trojans 2021, 2022)